# Đạo luật

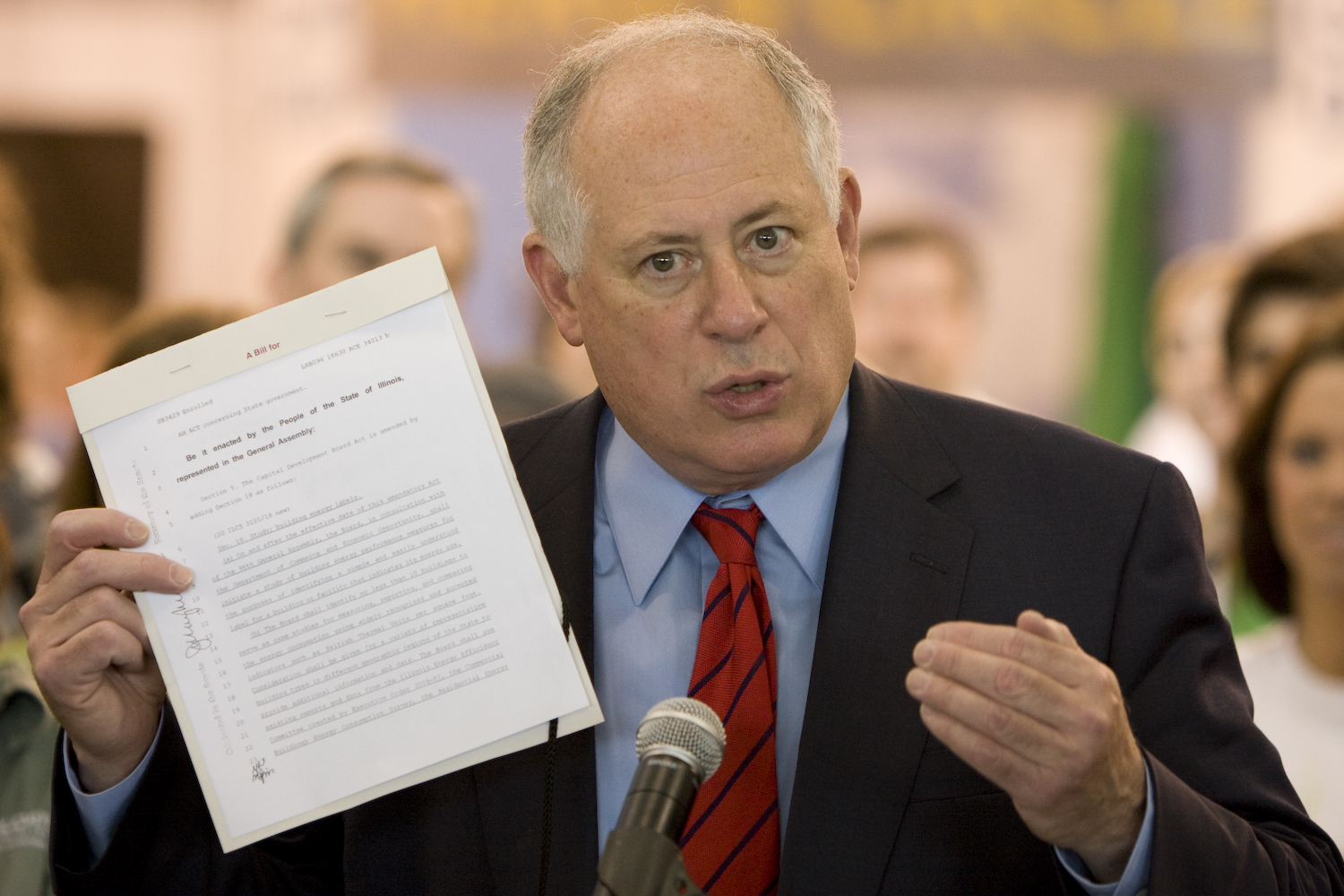
Giới thiệu một đạo luật ở Mỹ

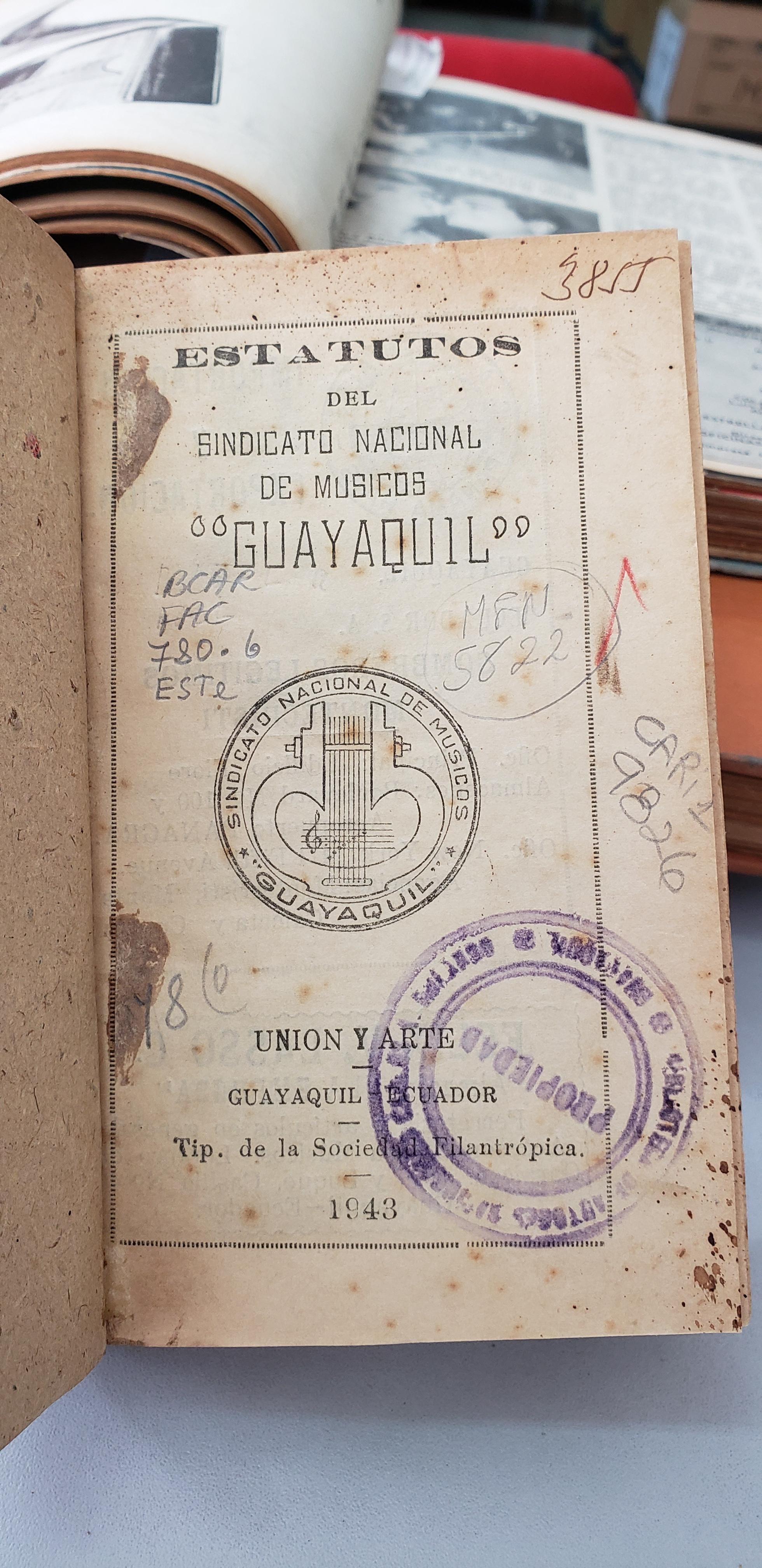
Một đạo luật

Đạo luật (thường được gọi là luật) là một văn bản pháp luật (Văn bản quy phạm pháp luật) được bản hành bởi cơ quan lập pháp (Quốc hội, Nghị viện). Đạo luật có phạm vi rộng hơn luật, bao gồm cả các văn bản Luật và các văn bản dưới luật do cơ quan lập pháp ban hành (ví dụ như Nghị quyết của Quốc hội ở Việt Nam bên cạnh các Luật do cơ quan này ban hành). Trong Khối Thịnh vượng chung Anh, thuật ngữ này được sử dụng theo nghĩa hẹp, như mô tả một cách chính thức về một đạo luật được thông qua trong các vùng, lãnh thổ nhất định. Ở Hoa Kỳ những quyết định của Tổng thống được gọi là Đạo luật vì những quyết định này được Quốc hội Hoa Kỳ thông qua theo một quy trình chặt chẽ, từ dự luật đến khâu tranh cãi, thông qua hoặc phủ quyết.